# Vetenskapsåret 1782

## Händelser
- Rutger Macklean ärver Svaneholms slott i Skåne och börjar modernisera jordbruket med enskiftet och växelbruk.
- Carl Wilhelm Scheele framställer blåsyra.
- Alessandro Volta uppfinner den elektriska kondensatorn.

## Pristagare
- Copleymedaljen: Richard Kirwan, irländsk kemist och geolog.

## Födda
- 22 februari - Friedrich Hausmann (död 1859), tysk mineralog.
- 23 februari - Johann Baptist Emanuel Pohl (död 1834), österrikisk botaniker.
- 19 mars - Wilhelm von Biela (död 1856), österrikisk astronom.
- 7 april - Marie-Anne Libert (död 1865), belgisk botaniker och mykolog.
- 3 juli - Pierre Berthier (död Vetenskapsåret 1861), fransk geolog.
- 26 november - Karl Karsten (död 1853), tysk metallurg.

## Avlidna
- 28 januari - Jean-Baptiste Bourguignon d'Anville (född 1697), fransk kartograf.
- 17 mars - Daniel Bernoulli (född 1700), nederländsk matematiker, utvecklade Bernoullis ekvation.
- 6 maj – Christine Kirch (född 1697), tysk astronom.
- 16 maj - Daniel Solander (född 1736), svensk botanist.
- 20 maj - William Emerson (född 1701), engelsk matematiker.
- 7 augusti - Andreas Sigismund Marggraf (född 1709), tysk kemist.
- 22 augusti - Henri-Louis Duhamel du Monceau (född 1700), fransk naturforskare.
- Elisabeth Christina von Linné (född 1743), svensk botaniker.